# ТЕС CENIT
5°40′26.2″ пн. ш. 0°0′46.2″ сх. д. / 5.673944° пн. ш. 0.012833° сх. д.
ТЕС CENIT – теплова електростанція в Гані, розташована у промисловій зоні порту Тема, котрий знаходиться безпосередньо на схід від столиці країни Аккри. 
До початку 21 століття електропостачання споживачів Гани здійснювалось переважно за рахунок гідроенергетики. Проте в середині 2000-х зростання попиту змусило почати активний розвиток теплової генерації, при цьому у галузь були допущені приватні інвестори. Один з них – місцевий Social Security and National Insurance Trust – реалізував проект ТЕС CENIT, яка складається із встановленої на роботу у відкритому циклі газової турбіни General Electric типу 9171E потужністю 110 МВт (еталонна ISO-потужність, яка не враховує кліматичні умови, становить 126 МВт). Цей запущений в роботу у 2012 році об’єкт розташований поряд з однотипним зі складу ТЕС Тема (належить державній Volta River Authority, VRA), разом з яким також носить назву VRA 2. Зазначені дві турбіни мають спільні центр керування, трансформаторну підстанцію, систему водопостачання та резервуарний парк для зберігання резервного палива.
Як основне паливо проектом станції передбачене використання природного газу, який за кілька років до введення ТЕС в експлуатацію почав надходити з Нігерії через Західно-Африканський газопровід. Втім, в 2010-х роках останній працював із перебоями та не міг забезпечити в повному обсязі потреби генеруючих об’єктів столичної зони (окрім зазначених вище, також можна назвати  ТЕС Сунон-Асоглі та Кпоне І). В цих умовах розраховують на поставки блакитного палива ганського походження через трубопровід Абоадзе - Тема.  